# جورج ساوتهال
جورج ساوتهال (انگلیسی: George Southall; ۱۷ ژوئیهٔ ۱۹۰۷ – ۲ مهٔ ۱۹۹۳) دوچرخه‌سوار اهل بریتانیا بود.
وی در مسابقات کشوری و بین‌المللی در مجموع برندهٔ ۱ مدال برنز شده‌است.